# Saulnay
Saulnay é uma comuna francesa na região administrativa do Centro, no departamento Indre. Estende-se por uma área de 23,33 km². Em 2010 a comuna tinha 158 habitantes (densidade: 6,8 hab./km²).